# Kvinnor på gränsen till nervsammanbrott
Kvinnor på gränsen till nervsammanbrott (originaltitel: Mujeres al borde de un ataque de nervios) är en spansk dramafilm från 1988 i regi av Pedro Almodóvar. Huvudrollerna spelas av Carmen Maura och Antonio Banderas. Den nominerades till en Oscar för bästa utländska film vid Oscarsgalan 1989. Filmen hade svensk premiär den 25 december 1988.

## Handling
Pepa Marcos (Carmen Maura) älskare Iván (Fernando Guillién) lämnar henne och hon försöker att få tag på honom för att ta reda på varför han har stuckit. Hon konfronterar hans fru Lucía (Julieta Serrano) och son Carlos (Antonio Banderas), men de vet inte mer än hon. Samtidigt är hennes väninna Candela (María Barranco) rädd att polisen letar efter henne på grund av hennes kriminelle pojkvän. De pratar med en kvinnlig advokat som visar sig vara Iváns nya älskarinna Paulina (Kiti Manver), och alla stigar fortsätter att korsas på ett väldigt komplicerat vis.

## Rollista (i urval)
- Carmen Maura – Pepa Marcos
- Antonio Banderas – Carlos
- Julieta Serrano – Lucía
- Rossy de Palma – Marisa
- María Barranco – Candela
- Fernando Guillién – Iván
- Kiti Manver – Paulina Morales
- Ana Leza – Ana
- Chus Lampreave – portvaktare, Jehovas vittne